# Gregorio Honasan
Gregorio "Gringo" Ballesteros Honasan II (nascido em 14 de março de 1948), é um político filipino e oficial do exército filipino dispensado que liderou golpes de Estado malsucedidos contra a presidente Corazon Aquino. Ele desempenhou um papel fundamental na Revolução do Poder Popular de 1986, que depôs o presidente Ferdinand Marcos.
Depois de 1986, liderou uma série de tentativas de golpe violentas, mas malsucedidas, contra a administração de Corazon Aquino. O presidente Fidel Ramos concedeu-lhe anistia em 1992. Entrou na política e tornou-se senador de 1995 a 2004, e novamente de 2007 a 2019. Concorreu à vice-presidência das Filipinas, sendo companheiro de chapa de Jejomar Binay em 2016, mas ambos foram respectivamente derrotados por Leni Robredo e Rodrigo Duterte.
Em 22 de novembro de 2018, o Presidente Duterte nomeou o então senador Honasan como Secretário do Departamento de Tecnologia da Informação e Comunicação, o que entrou em vigor após o mandato senatorial deste último, com Eliseo Rio atuando como secretário interino.